# Kiitarō Shōnen no Yōkai Enikki
Kiitarō Shōnen no Yōkai Enikki (奇異太郎少年の妖怪絵日記?), también conocido como Kiitaro's yokai picture diary y Young Kiitarou and His Youkai Picture Diary, es un web manga escrito por Riichi Kageyama. Fue adaptado a una serie de anime dirigida por Hisayoshi Hirasawa.

## Argumento
Kiitarō es un niño con un sexto sentido muy desarrollado que le permite ver yōkais. Luego de ser expulsado del templo donde vivía, encuentra un nuevo hogar, donde conoce a Suzu, una Zashiki-warashi.

### Personajes
- Kiitarō
- Suzu
- Kitsunemen no Onna
- Yukimusume
- Yukihaha

## Contenido de la obra

### Manga
Está siendo publicado en línea en el sitio web Manga Goccha, perteneciente a Micro Magazine. Aún sigue en publicación.

### Anime
Una serie de anime ha sido adaptada por el estudio Creators in Pack, y constó de 12 episodios de una duración de 4 minutos cada uno. En Estados Unidos ha sido transmitido a través de Crunchyroll.

#### Equipo de Producción
- Director: Hisayoshi Hirasawa
- Música: Kimiyoshi Maruyama (project lights)
- Diseño de personajes: Noriyuki Imaoka
- Director de Arte: Kenichi Kurata (Baku Production)
- Director de Animación: Sumito Sasaki
- Director de Fotografía: Kouji Hayashi
- Productor: Taiichi Hatanaka
- Diseño de Color: Tomoko Koyama
- Producción de Sonido: Motoki Niimi (cloud22)

#### Reparto
| Personaje          | Seiyu Original (Japón) |
| ------------------ | ---------------------- |
| Kiitarō            | Hiromi Igarashi        |
| Suzu               | Arisa Nakada           |
| Kitsunemen no Onna | Eri Kitamura           |
| Yukihaha           | Sayaka Ohara           |
| Yukimusume         | Maria Naganawa         |

#### Banda sonora
Endings:
1. Misty por Haruka Toujou (東城陽奏).
2. Akane-iro Clochette (茜色クロシェット) por Akira Ouse (逢瀬アキラ).
3. Every time ~Kirai no Hantai.~ (Every time～きらいのはんたい。～) por Le Lien.
4. Nande? (なんで？) por DEATHRABBITS (デスラビッツ).
5. Ruler por Yuki Shion (紫苑雪).
6. Reflection por Confetti Smile.